# Jean-Louis Déotte
Jean-Louis Déotte, född 15 september 1946 i Montreuil-sur-Seine, död 17 februari 2018 i Assinie-Mafia (Elfenbenskusten), var en fransk filosof.
Déotte har främst verkat inom estetiken och konstens filosofi. I Jean-François Lyotards och Walter Benjamins efterföljd har han skrivit om kopplingar mellan konst och politik, exempelvis under militärdiktaturer i Sydamerika. I detta sammanhang har mycket av hans filosofi handlat om museers roll. Tillsammans med filosofen Alain Brossat har han även diskuterat betydelsen av politiska mord där liken aldrig återfunnits och hävdat att de efterlevandes oförmåga att ha ett normalt sorgearbete har större betydelse än själva mordet.